# Ердель (Генеральський Стол)
45°22′ пн. ш. 15°22′ сх. д. / 45.37° пн. ш. 15.36° сх. д.
Ердель (хорв. Erdelj) — населений пункт у Хорватії, у Карловацькій жупанії у складі громади Генеральський Стол.

## Населення
Населення за даними перепису 2011 року становило 369 осіб.
Динаміка чисельності населення поселення: